# Csipkebogyó

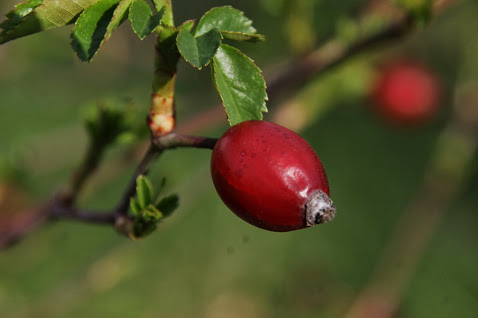
Csipkebogyó májusban

A csipkebogyó a vadrózsa (Rosa canina) és a japán rózsa (Rosa rugosa) gyógyhatású áltermése, népies nevei: csipke, csitkenye, hecsedli, hecserli, hecse(m)pecs, seggvakaró, bicske.

## Hatóanyagai
A-, B1-, B2-, és K-vitamin található benne, de legfontosabb hatóanyaga a természetes C-vitamin. A C-vitamin részt vesz az oxidációs folyamatok szabályozásában, erősíti a vérerek falát, szilárdítja a kötőszövetet, fokozza a szervezet védekezőképességét, ellenállását a fertőzésekkel, betegségekkel szemben. Megelőzésként segíti a csontok erősödését, szilárdságát és a csontképződést.

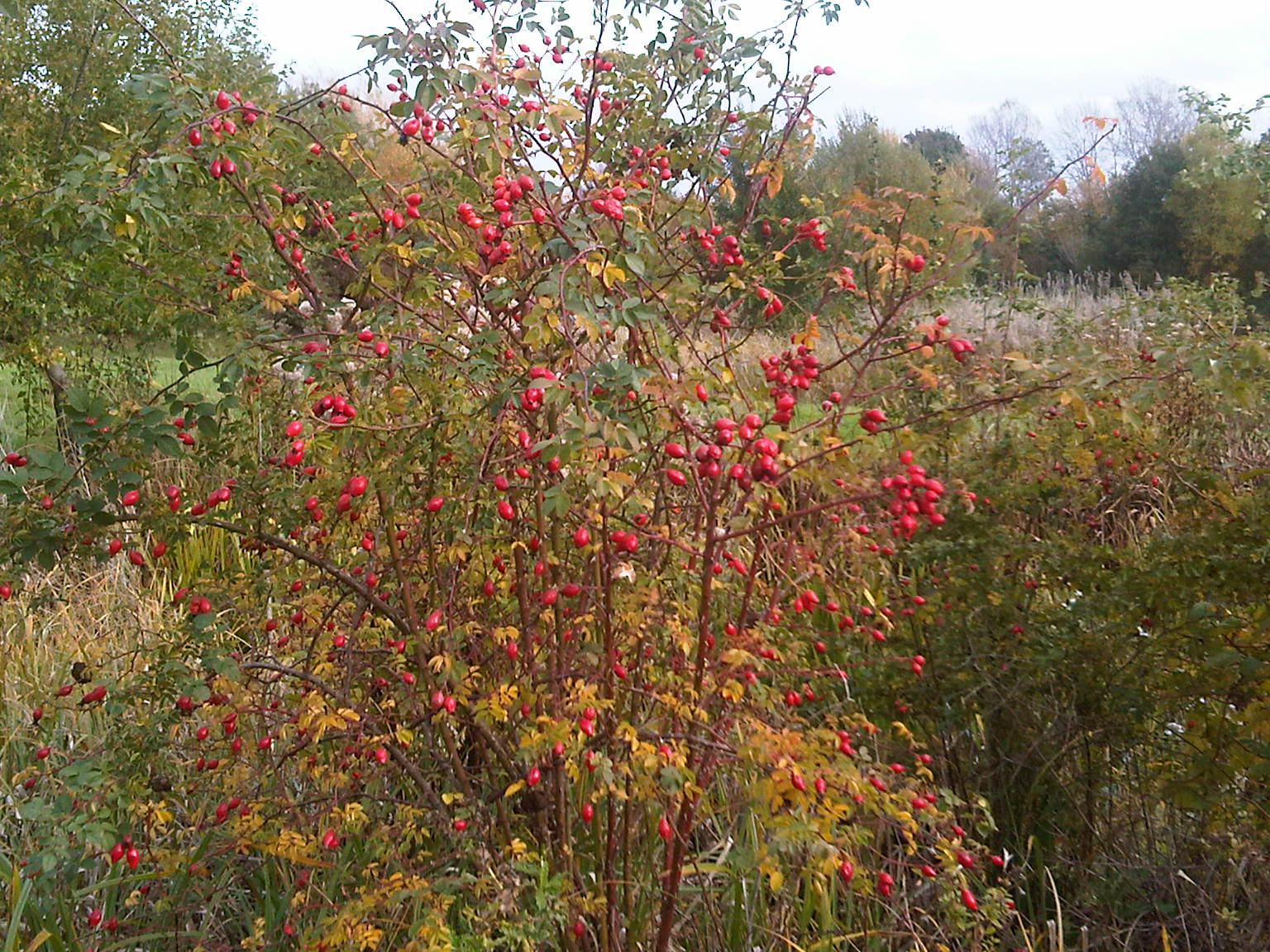
Csipkebokor

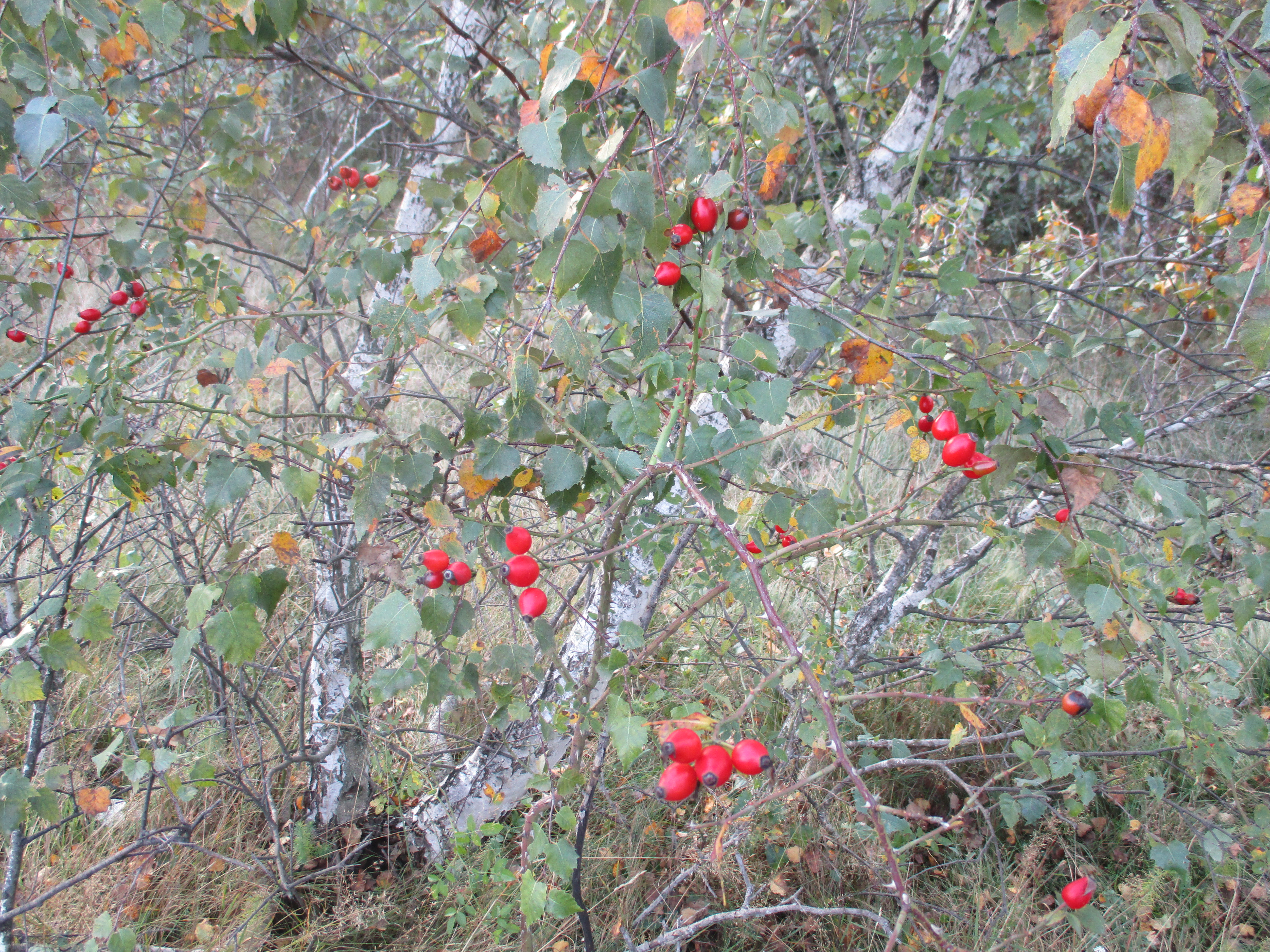
Csipkebogyók októberben

## Gyűjtése
A csipkebogyó az első őszi fagyok idején érik be. A termés színe változó, a narancssárga színű még nem egészen érett, míg a sötét mélyvörös már puha húsú túlérett. Jóllehet a túlérett bogyó édes, C-vitamin-tartalmának nagy része ekkorra elvész.
A csipkebogyó tápértéke akkor a legmagasabb, ha leszedése után azonnal felhasználjuk. Csipkebogyótea készítéséhez a kocsánynál vágjuk le a termést, vágjuk félbe, majd távolítsuk el a magokat és a szőrös magbelet.
Távolítsuk el az elnyílt szirmokat, hogy kifejlődhessen a termés. Gyűjtsük be a bogyókat az első fagy után, vagy amikor kezdenek megpuhulni.
Vigyázat! Az enyhén szúrós magokat ne együk meg: torok-és bőrirritációt okozhat.

## Felhasználása
A csipkebogyót (Cynosbati pseudofructus (cum seminibus)) gyógytea, gyümölcsbor, szörp, vagy lekvár, mártás, leves készítésére használjuk.
A csipkebogyóból hideg eljárással készített italok nagyon sok C-vitamint tartalmaznak, ezért a napi fogyasztásával a szervezet ellenálló képességét növelik. Alkalmas még saláták, gyümölcssaláták ízesítésére, vagy bólé készítésére. Bort is készítenek belőle.
A bogyót nem szabad forró vízben áztatni, mert a C-vitamin már 50 °C fok körül megsemmisül. A C-vitamin nagy mennyiségben egyes embereknél hasmenést okozhat.
A kiáztatott csipkebogyót tiszta forró vízzel forrázzuk le, így a hatóanyagok jelentős részét kivonhatjuk a bogyóból. Ez a forrázat alkalmas kőoldásra, az epekő és vesekő megelőzésére.
[forrás?]
Refluxos betegeknek a fogyasztása nem ajánlott. 
A nyers bogyók magjainak felületén lévő szőrhöz hasonló anyag egyes embereknél hasi görcsöt okozhat. Filteres tea esetén ez a veszély nem áll fenn.
Magjából csipkebogyó-olajat is készítenek, amely csökkenti a sebek hegesedés utáni nyomait, használják még Nap perzselte bőrre, a nátha miatt érzékennyé vált orrkörnyéknek, vagy az apró ráncok kezelésére. Csökkenti a hajszálerek sérülékenységét, így késlelteti a bőr öregedését. Serkenti a bőr kollagén termelését. Jól használható a csipkebogyóolaj a száraz, hámló, viszkető gyulladásra hajlamos bőr ápolására,  érzékeny, kipirosodásra, rozáceára hajlamos bőr ápolására ,  szőrtelenítés, szoláriumozás, napozás után a nap perzselte érzékeny bőr megnyugtatására ápolására,  régi vagy új kevésbé esztétikus hegek, terhességi csíkok és striák enyhítésére,  idősödő és érett bőr ápolására, pigmentfoltok halványítására. A csipkebogyó magjának olaja azonban nem változtat a pattanásokon és a bőrhibákon sem. Felhasználják még más olajokkal keverve testápoló szerekhez (arcpakolás, szemránckrém stb.) Gyorsan avasodik, ezért csak frissen készítve használják, vagy tartósítószerrel áll el néhány napig. A bogyók a szedés utáni napon, vagy meleg, száraz helyen megszárítva hosszabb ideig (akár egy évig) is felhasználhatók maradnak.
Továbbá csipkebogyóból liszt is készíthető, amely ínséges időkben szükségeledelként szolgált, háborús körülmények között sokan házilag is kenyeret vagy pogácsát sütöttek belőle. Jelenleg a csipkebogyóliszt a reformkonyha egyik népszerű alapanyaga, fehérjét, szénhidrátokat, rostanyagokat és csekély mértékben sót is tartalmaz.
Növekedése:
A vadrózsa sok napfényt és valamilyen támaszt igényel, amelyre felkapaszkodhat. Nyár elején virágzik.